# Lobelija
Lobelija (lat. Lobelia), rod od preko 400 vrsta jednogodišnjeg i dvogodišnjeg raslinja, trajnica, listopadnog ili vazdazelenog grmlja iz porodice Campanulaceae, raširenog po svim kontinentima. Rod je dobio ime po flamanskom botaničaru Matthiasu de l'Obelu.
Vrste ovoga roda su otrovne, ali su i ljekovite, a odlikuju se specifičnim alkaloidima. Koriste se u liječenju astme i kroničnog bronhitisa. Vrstu indijanski duhan (Lobelia inflata), koristili su Irokezi, Čeroki i Penobscot Indijanci u svojoj tradicionalnoj plemenskoj medicini. 
Mnoge vrste uzgajaju se kao ukrasne biljke, među njima i sitnocvjetna lobelija (L. erinus), koja raste i u Hrvatskoj, te L. cardinalis ili kardinal cvijet, kod kojega postoje i kultivari: ‘Crystal Palace’, ‘Red Cascade’ i ‘Sapphire’.

## Vrste
1. Lobelia aberdarica R.E.Fr. & T.C.E.Fr.
2. Lobelia acrochila (E.Wimm.) E.B.Knox
3. Lobelia acuminata Sw.
4. Lobelia acutidens Hook.f.
5. Lobelia adnexa E.Wimm.
6. Lobelia agrestis E.Wimm.
7. Lobelia aguana E.Wimm.
8. Lobelia alsinoides Lam.
9. Lobelia alticaulis Proctor
10. Lobelia amoena Michx.
11. Lobelia anatina E.Wimm.
12. Lobelia anceps L.f.
13. Lobelia andrewsii Lammers
14. Lobelia angulata G.Forst.
15. Lobelia apalachicolensis D.D.Spauld., Barger & H.E.Horne
16. Lobelia appendiculata A.DC.
17. Lobelia aquaemontis E.Wimm.
18. Lobelia aquatica Cham.
19. Lobelia archboldiana (Merr. & L.M.Perry) Moeliono
20. Lobelia archeri N.G.Walsh
21. Lobelia ardisiandroides Schltr.
22. Lobelia arnhemiaca E.Wimm.
23. Lobelia assurgens L.
24. Lobelia aurita (Brandegee) T.J.Ayers
25. Lobelia australiensis Lammers
26. Lobelia ayersiae Rzed.
27. Lobelia bambuseti R.E.Fr. & T.C.E.Fr.
28. Lobelia barkerae E.Wimm.
29. Lobelia barnsii Exell
30. Lobelia baumannii Engl.
31. Lobelia beaugleholei Albr.
32. Lobelia benthamii F.Muell.
33. Lobelia bequaertii De Wild.
34. Lobelia berlandieri A.DC.
35. Lobelia biflora Rzed.
36. Lobelia bipinnatifida Rzed.
37. Lobelia blantyrensis E.Wimm.
38. Lobelia boivinii Sond.
39. Lobelia boninensis Koidz.
40. Lobelia borneensis (Hemsl.) Moeliono
41. Lobelia boykinii Torr. & Gray ex A.DC.
42. Lobelia brachyantha Merr. & L.M.Perry
43. Lobelia brasiliensis A.O.S.Vieira & G.J.Sheph.
44. Lobelia brevifolia Nutt. ex A.DC.
45. Lobelia bridgesii Hook. & Arn.
46. Lobelia brigittalis E.H.L.Krause
47. Lobelia bryophila E.Wimm.
48. Lobelia burttii E.A.Bruce
49. Lobelia cacuminis Britton & P.Wilson
50. Lobelia caeciliae E.Wimm.
51. Lobelia caerulea Sims
52. Lobelia caledoniana C.D.Adams
53. Lobelia calochlamys (Donn.Sm.) Wilbur
54. Lobelia camporum Pohl
55. Lobelia canbyi A.Gray
56. Lobelia capillifolia (C.Presl) A.DC.
57. Lobelia cardinalis L.
58. Lobelia carens Heenan
59. Lobelia caudata (Griseb.) Urb.
60. Lobelia chamaedryfolia (C.Presl) A.DC.
61. Lobelia chamaepitys Lam.
62. Lobelia cheranganiensis Thulin
63. Lobelia chevalieri Danguy
64. Lobelia chinensis Lour.
65. Lobelia chireensis A.Rich.
66. Lobelia christii Urb.
67. Lobelia circaeoides (C.Presl) A.DC.
68. Lobelia cirsiifolia Lam.
69. Lobelia clavata E.Wimm.
70. Lobelia cleistogamoides N.G.Walsh & Albr.
71. Lobelia cliffortiana L.
72. Lobelia cobaltica S.Moore
73. Lobelia cochleariifolia Diels
74. Lobelia collina Kunth
75. Lobelia columnaris Hook.f.
76. Lobelia comosa L.
77. Lobelia comptonii E.Wimm.
78. Lobelia concolor R.Br.
79. Lobelia conferta Merr. & L.M.Perry
80. Lobelia conglobata Lam.
81. Lobelia cordifolia Hook. & Arn.
82. Lobelia corniculata Thulin
83. Lobelia coronopifolia L.
84. Lobelia corymbiformis Rzed.
85. Lobelia cubana Urb.
86. Lobelia cuneifolia Link & Otto
87. Lobelia cyanea E.Wimm.
88. Lobelia cymbalarioides Engl.
89. Lobelia cyphioides Harv.
90. Lobelia darlingensis (E.Wimm.) Albr.
91. Lobelia dasyphylla E.Wimm.
92. Lobelia davidii Franch.
93. Lobelia deckenii (Asch.) Hemsl.
94. Lobelia decurrens Cav.
95. Lobelia decurrentifolia (Kuntze) K.Schum.
96. Lobelia deleiensis C.E.C.Fisch.
97. Lobelia dentata Cav.
98. Lobelia diastateoides McVaugh
99. Lobelia diazlunae Rzed. & Calderón
100. Lobelia dichroma Schltr.
101. Lobelia dielsiana E.Wimm.
102. Lobelia digitalifolia (Griseb.) Urb.
103. Lobelia dioica R.Br.
104. Lobelia dissecta M.B.Moss
105. Lobelia divaricata Hook. & Arn.
106. Lobelia divergens Rzed.
107. Lobelia djurensis Engl. & Diels
108. Lobelia dodiana E.Wimm.
109. Lobelia donanensis P.Royen
110. Lobelia dopatrioides Kurz
111. Lobelia dortmanna L.
112. Lobelia dregeana (C.Presl) A.DC.
113. Lobelia dressleri Wilbur
114. Lobelia drungjiangensis D.Y.Hong
115. Lobelia dunbariae Rock
116. Lobelia duriprati T.C.E.Fr.
117. Lobelia ehrenbergii Vatke
118. Lobelia ekmanii Urb.
119. Lobelia elongata Small
120. Lobelia endlichii (E.Wimm.) T.J.Ayers
121. Lobelia erectiuscula H.Hara
122. Lobelia erinus L.
123. Lobelia erlangeriana Engl.
124. Lobelia eryliae C.E.C.Fisch.
125. Lobelia eurypoda E.Wimm.
126. Lobelia exaltata Pohl
127. Lobelia excelsa Bonpl.
128. Lobelia exilis Hochst. ex A.Rich.
129. Lobelia fangiana (E.Wimm.) S.Y.Hu
130. Lobelia fastigiata Kunth
131. Lobelia fatiscens Heenan
132. Lobelia fawcettii Urb.
133. Lobelia feayana A.Gray
134. Lobelia fenestralis Cav.
135. Lobelia fervens Thunb.
136. Lobelia filicaulis (C.Presl) Schönland
137. Lobelia filiformis Lam.
138. Lobelia filipes E.Wimm.
139. Lobelia fissiflora N.G.Walsh
140. Lobelia fistulosa Vell.
141. Lobelia flaccida (C.Presl) A.DC.
142. Lobelia flaccidifolia Small
143. Lobelia flexicaulis Rzed. & Calderón
144. Lobelia flexuosa (C.Presl) A.DC.
145. Lobelia floridana Chapm.
146. Lobelia foliiformis T.J.Zhang & D.Y.Hong
147. Lobelia fugax Heenan, Courtney & P.N.Johnson
148. Lobelia galpinii Schltr.
149. Lobelia gaoligongshanica D.Y.Hong
150. Lobelia gattingeri A.Gray
151. Lobelia gaudichaudii A.DC.
152. Lobelia gelida F.Muell.
153. Lobelia georgiana McVaugh
154. Lobelia ghiesbreghtii Decne.
155. Lobelia gibbosa Labill.
156. Lobelia giberroa Hemsl.
157. Lobelia gilgii Engl.
158. Lobelia gilletii De Wild.
159. Lobelia glaberrima Heenan
160. Lobelia gladiaria McVaugh
161. Lobelia glandulosa Walter
162. Lobelia glaucescens E.Wimm.
163. Lobelia glazioviana Zahlbr.
164. Lobelia gloria-montis Rock
165. Lobelia goetzei Diels
166. Lobelia goldmanii (Fernald) T.J.Ayers
167. Lobelia gouldii W.Fitzg.
168. Lobelia gracillima Welw. ex Hiern
169. Lobelia grandifolia Britton
170. Lobelia graniticola E.Wimm.
171. Lobelia grayana E.Wimm.
172. Lobelia gregoriana Baker f.
173. Lobelia griffithii Hook.f. & Thomson
174. Lobelia gruina Cav.
175. Lobelia guatemalensis (B.L.Rob. ex Donn.Sm.) Wilbur
176. Lobelia guerrerensis Eakes & Lammers
177. Lobelia guzmanii Rzed.
178. Lobelia gypsophila T.J.Ayers
179. Lobelia hainanensis E.Wimm.
180. Lobelia harrisii Urb.
181. Lobelia hartlaubii Buchenau
182. Lobelia hartwegii Benth. ex A.DC.
183. Lobelia hassleri Zahlbr.
184. Lobelia hederacea Cham.
185. Lobelia henodon E.Wimm.
186. Lobelia henricksonii M.C.Johnst.
187. Lobelia hereroensis Schinz
188. Lobelia heteroclita McVaugh
189. Lobelia heterophylla Labill.
190. Lobelia heyneana Schult.
191. Lobelia hilaireana (Kanitz) E.Wimm.
192. Lobelia hillebrandii Rock
193. Lobelia hintoniorum B.L.Turner
194. Lobelia hirtipes E.Wimm.
195. Lobelia holotricha E.Wimm.
196. Lobelia holstii Engl.
197. Lobelia homophylla E.Wimm.
198. Lobelia hongiana Q.F.Wang & G.W.Hu
199. Lobelia horombensis E.Wimm.
200. Lobelia hotteana Judd & Skean
201. Lobelia humistrata F.Muell. ex Benth.
202. Lobelia humpatensis E.Wimm.
203. Lobelia hypnodes E.Wimm. ex McVaugh
204. Lobelia hypoleuca Hillebr.
205. Lobelia hypsibata E.Wimm.
206. Lobelia illota McVaugh
207. Lobelia imberbis (Griseb.) Urb.
208. Lobelia imperialis E.Wimm.
209. Lobelia inconspicua A.Rich.
210. Lobelia inflata L.
211. Lobelia innominata Rendle
212. Lobelia intercedens (E.Wimm.) Thulin
213. Lobelia irasuensis Planch. & Oerst.
214. Lobelia irrigua R.Br.
215. Lobelia iteophylla C.Y.Wu
216. Lobelia jaliscensis McVaugh
217. Lobelia jasionoides (A.DC.) E.Wimm.
218. Lobelia kalmii L.
219. Lobelia kalobaensis E.Wimm. ex Thulin
220. Lobelia × kauaensis (A.Gray) A.Heller
221. Lobelia kirkii R.E.Fr.
222. Lobelia knoblochii T.J.Ayers
223. Lobelia koolauensis (Hosaka & Fosberg) Lammers
224. Lobelia kraussii Graham
225. Lobelia kundelungensis Thulin
226. Lobelia lammersiana P.Biju, Josekutty & Augustine
227. Lobelia langeana Dusén
228. Lobelia lasiocalycina E.Wimm.
229. Lobelia laurentioides Schltr.
230. Lobelia laxa MacOwan
231. Lobelia laxiflora Kunth
232. Lobelia leichhardii E.Wimm.
233. Lobelia lepida E.Wimm.
234. Lobelia leschenaultiana (C.Presl) Skottsb.
235. Lobelia leucotos Albr.
236. Lobelia limosa (Adamson) E.Wimm.
237. Lobelia linarioides (C.Presl) A.DC.
238. Lobelia lindblomii Mildbr.
239. Lobelia linearis Thunb.
240. Lobelia lingulata E.Wimm.
241. Lobelia lisowskii Thulin
242. Lobelia lithophila Senterre & Cast.-Campos
243. Lobelia livingstoniana R.E.Fr.
244. Lobelia lobata E.Wimm.
245. Lobelia longicaulis Brandegee
246. Lobelia longipedicellata C.E.C.Fisch.
247. Lobelia longisepala Engl.
248. Lobelia loochooensis Koidz.
249. Lobelia lucayana Britton & Millsp.
250. Lobelia lukwangulensis Engl.
251. Lobelia luruniensis E.Wimm.
252. Lobelia luzoniensis (Pers.) Merr.
253. Lobelia macdonaldii B.L.Turner
254. Lobelia macrocentron (Benth.) T.J.Ayers
255. Lobelia macrodon (Hook.f.) Lammers
256. Lobelia malowensis E.Wimm.
257. Lobelia margarita E.Wimm.
258. Lobelia martagon (Griseb.) Hitchc.
259. Lobelia mcvaughii T.J.Ayers
260. Lobelia melliana E.Wimm.
261. Lobelia membranacea R.Br.
262. Lobelia mexicana E.Wimm.
263. Lobelia mezlerioides E.Wimm.
264. Lobelia mildbraedii Engl.
265. Lobelia minutula Engl.
266. Lobelia modesta Wedd.
267. Lobelia molleri Henriq.
268. Lobelia monostachya (Rock) Lammers
269. Lobelia montana Reinw. ex Blume
270. Lobelia morogoroensis E.B.Knox & Pócs
271. Lobelia muscoides Cham.
272. Lobelia nana Kunth
273. Lobelia neglecta Schult.
274. Lobelia neumannii T.C.E.Fr.
275. Lobelia nicotianifolia Roth
276. Lobelia niihauensis H.St.John
277. Lobelia nubicola McVaugh
278. Lobelia nubigena J.Anthony
279. Lobelia nugax E.Wimm.
280. Lobelia nummularia Lam.
281. Lobelia nummularioides Cham.
282. Lobelia nuttallii Schult.
283. Lobelia oahuensis Rock
284. Lobelia oaxacana Rzed.
285. Lobelia obconica E.Wimm.
286. Lobelia occidentalis McVaugh & Huft
287. Lobelia oligophylla (Wedd.) Lammers
288. Lobelia oreas E.Wimm.
289. Lobelia organensis Gardner
290. Lobelia orientalis Rzed. & Calderón
291. Lobelia origenes Lammers
292. Lobelia ovina E.Wimm.
293. Lobelia oxyphylla Urb.
294. Lobelia paludigena Thulin
295. Lobelia paludosa Nutt.
296. Lobelia paranaensis R.Braga
297. Lobelia parva Badré & Cadet
298. Lobelia parvidentata L.O.Williams
299. Lobelia parvisepala E.Wimm.
300. Lobelia patula L.f.
301. Lobelia pedunculata R.Br.
302. Lobelia pentheri E.Wimm.
303. Lobelia perpusilla Hook.f.
304. Lobelia perrieri E.Wimm.
305. Lobelia persicifolia Lam.
306. Lobelia petiolata Hauman
307. Lobelia philippinensis Skottsb.
308. Lobelia physaloides A.Cunn.
309. Lobelia pinifolia L.
310. Lobelia platycalyx (F.Muell.) F.Muell.
311. Lobelia plebeia E.Wimm.
312. Lobelia pleotricha Diels
313. Lobelia poetica E.Wimm.
314. Lobelia polyphylla Hook. & Arn.
315. Lobelia porphyrea Rzed. & Calderón
316. Lobelia portoricensis (Vatke) Urb.
317. Lobelia pratiana Gaudich. ex Lammers
318. Lobelia pratioides Benth.
319. Lobelia preslii A.DC.
320. Lobelia pringlei S.Watson
321. Lobelia proctorii Argent & P.Wilkie
322. Lobelia psilostoma E.Wimm.
323. Lobelia pteropoda (C.Presl) A.DC.
324. Lobelia puberula Michx.
325. Lobelia pubescens Aiton
326. Lobelia pulchella Vatke
327. Lobelia purpurascens R.Br.
328. Lobelia purpusii Brandegee
329. Lobelia pyramidalis Wall.
330. Lobelia quadrangularis R.Br.
331. Lobelia quadrisepala (R.D.Good) E.Wimm.
332. Lobelia quarreana E.Wimm.
333. Lobelia quiexobrae Rzed.
334. Lobelia rarifolia E.Wimm.
335. Lobelia reinekeana E.Wimm.
336. Lobelia reinwardtiana (C.Presl) A.DC.
337. Lobelia remyi Rock
338. Lobelia reniformis Cham.
339. Lobelia reptans W.J.de Wilde & Duyfjes
340. Lobelia reverchonii B.L.Turner
341. Lobelia rhombifolia de Vriese
342. Lobelia rhynchopetalum Hemsl.
343. Lobelia rhytidosperma Benth.
344. Lobelia ritabeaniana E.B.Knox
345. Lobelia rivalis E.Wimm.
346. Lobelia robusta Graham
347. Lobelia × rogersii Bowden
348. Lobelia rosalindae Rzed.
349. Lobelia rosea Wall.
350. Lobelia rotundifolia Juss. ex A.DC.
351. Lobelia roughii Hook.f.
352. Lobelia rubescens De Wild.
353. Lobelia rzedowskii Art.Castro & I.Gut.
354. Lobelia salicina Lam.
355. Lobelia sancta Thulin
356. Lobelia santa-luciae Rendle
357. Lobelia santos-limae Brade
358. Lobelia sapinii De Wild.
359. Lobelia sartorii Vatke
360. Lobelia saturninoi Art.Castro & I.Gut.
361. Lobelia scaevolifolia Roxb.
362. Lobelia scebelii Chiov.
363. Lobelia schimperi Hochst. ex A.Rich.
364. Lobelia scrobiculata E.Wimm.
365. Lobelia seguinii H.Lév. & Vaniot
366. Lobelia serpens Lam.
367. Lobelia serratifolia W.J.de Wilde & Duyfjes
368. Lobelia sessilifolia Lamb.
369. Lobelia setacea Thunb.
370. Lobelia setulosa E.Wimm.
371. Lobelia shaferi Urb.
372. Lobelia simplicicaulis R.Br.
373. Lobelia simulans N.G.Walsh
374. Lobelia sinaloae Sprague
375. Lobelia siphilitica L.
376. Lobelia solaris E.Wimm.
377. Lobelia sonderiana (Kuntze) Lammers
378. Lobelia spathopetala Diels
379. Lobelia × speciosa Sweet
380. Lobelia spicata Lam.
381. Lobelia standleyi McVaugh
382. Lobelia stellfeldii R.Braga
383. Lobelia stenocarpa E.Wimm.
384. Lobelia stenodonta (Fernald) McVaugh
385. Lobelia stenophylla Benth.
386. Lobelia stenosiphon (Adamson) E.Wimm.
387. Lobelia stolonifera Donn.Sm.
388. Lobelia stricklandiae Gilliland
389. Lobelia stricta Sw.
390. Lobelia stuhlmannii Schweinf. ex Stuhlmann
391. Lobelia sublibera S.Watson
392. Lobelia subnuda Benth.
393. Lobelia subpubera Wedd.
394. Lobelia subscaposa Rzed.
395. Lobelia sulawesiensis Lammers
396. Lobelia sumatrana Merr.
397. Lobelia surrepens Hook.f.
398. Lobelia sutherlandii E.Wimm.
399. Lobelia taliensis Diels
400. Lobelia tarsophora Seaton ex Greenm.
401. Lobelia tatea (E.Wimm.) E.Wimm.
402. Lobelia telekii Schweinf.
403. Lobelia telephioides (C.Presl) A.DC.
404. Lobelia tenera Kunth
405. Lobelia tenuior R.Br.
406. Lobelia terminalis C.B.Clarke
407. Lobelia thapsoidea Schott ex Pohl
408. Lobelia thermalis Thunb.
409. Lobelia thorelii E.Wimm.
410. Lobelia thuliniana E.B.Knox
411. Lobelia tomentosa L.f.
412. Lobelia trigonocaulis F.Muell.
413. Lobelia tripartita Thulin
414. Lobelia trullifolia Hemsl.
415. Lobelia tupa L.
416. Lobelia udzungwensis Thulin
417. Lobelia uliginosa E.Wimm.
418. Lobelia umbellifera McVaugh
419. Lobelia urens L.
420. Lobelia vagans Balf.f.
421. Lobelia valida L.Bolus
422. Lobelia vanreenensis (Kuntze) K.Schum.
423. Lobelia victoriensis P.Royen
424. Lobelia villaregalis T.J.Ayers
425. Lobelia villosa (Rock) H.St.John & Hosaka
426. Lobelia viridiflora McVaugh
427. Lobelia vivaldii Lammers & Proctor
428. Lobelia volcanica T.J.Ayers
429. Lobelia wahiawa Lammers
430. Lobelia walkeri (C.B.Clarke) W.J.de Wilde & Duyfjes
431. Lobelia welwitschii Engl. & Diels
432. Lobelia wilmsiana Diels
433. Lobelia winifrediae Diels
434. Lobelia wollastonii Baker f.
435. Lobelia xalapensis Kunth
436. Lobelia xongorolana E.Wimm.
437. Lobelia yucatana E.Wimm.
438. Lobelia yuccoides Hillebr.
439. Lobelia zelayensis Wilbur
440. Lobelia zeylanica L.
441. Lobelia zwartkopensis E.Wimm.